# Bibliothèque Père-Ambroise
La Bibliothèque Père-Ambroise est une bibliothèque de Montréal située dans l'arrondissement de Ville-Marie.

## Description

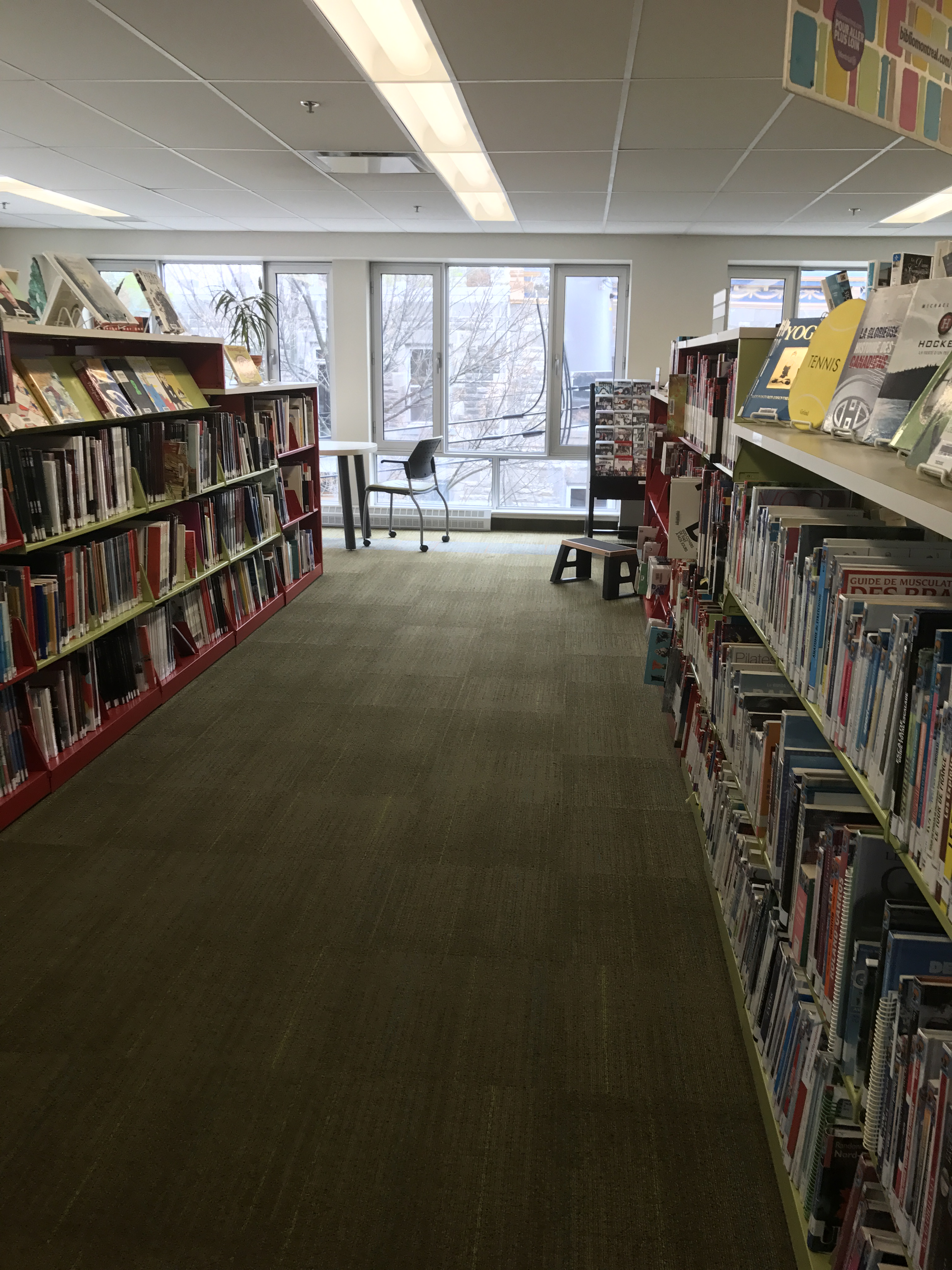
Bibliothèque Père-Ambroise intérieur

Elle a été inaugurée le 5 janvier 2009 et elle occupe une partie de l'édifice de l'Association sportive et communautaire du Centre-Sud. Elle porte le nom du prêtre Ambroise Lafortune.

## Œuvre d'art public
La sculpture La façade de Guillaume Lachapelle fut intégrée en 2011 conformément à la Politique d'intégration des arts à l'architecture. Cette sculpture en modélisation 3D représente des façades d'immeubles du quartier composés de bibliothèques de livres et le tout est installée sur des échafaudages. L'œuvre est située sur un muret à l'intérieur de la bibliothèque.

## Fab Lab
La bibliothèque Père-Ambroise a un Fab Lab où les enfants peuvent participer aux activités avec leurs parents. Dans l’activité Fab Lab: Techno-découverte, sur inscription, les enfants de 6 à 12 ans vont découvrir les nouvelles technologies, telles que la « Modélisation 3D, robotique, électronique et programmation ».